# Путхия
Путхия (бенг. পুঠিয়া, англ. Puthia) — город на северо-западе Бангладеш, административный центр одноимённого подокруга. Площадь города равна 4,52 км². По данным переписи 2001 года, в городе проживало 6558 человек, из которых мужчины составляли 52,81 %, женщины — соответственно 47,19 %. Плотность населения равнялась 1450 чел. на 1 км². Уровень грамотности населения составлял 48 % (при среднем по Бангладеш показателе 43,1 %). 